# Музей грецьких народних музичних інструментів
Музей грецьких народних музичних інструментів (грец. Μουσείο Ελληνικών Λαϊκών Μουσικών Οργάνων) — музей в Афінах, присвячений історії грецьких народних творчості музичних інструментів. На базі музею діє Дослідницький центр етномузикознавства.
Музей розташований в садибі Лассаніс, зведеній 1842 року поблизу Римської агори.
Найближча станція Афінського метрополітену — станція «Монастиракі».

## Зібрання
Музей володіє колекцією понад 1200 грецьких народних музичних інструментів, забраних за півстоліття грецьким дослідником, музикознавцем, Фівосом Аноїанакісом. Найдавніший датований серединою 18 століття. Близько половини інструментів доступні для огляду відвідувачами. При цьому для кожного інструмента доступний для прослуховування музичний запис -приклад гри на ньому. Решта експонатів доступна у фондах музею для дослідників або з'являється у тимчасових виставках чи позичається іншими музеями.
Основна експозиція музею поділяється на чотири тематичні відділи:
- інструменти-мембранофони — на першому поверсі — тумберлеки, даулії (різновиди барабану) та дефії (тамбурини);
- інструменти-аерофони — на першому поверсі — флогери, суравлії, мандури (різновиди флейти), цабуни, геди (різновиди волинки), зурнади (різновид гобою);
- інструменти-хордофони — на другому поверсі — тамбуради, лагхути (різновиди лютні), гітари, мандоліни, цимбали тощо;
- інструменти-ідіофони — на третьому поверсі — кудунії (різновид дзвоників), массіси (цимбали), сімандри тощо.

## Галерея

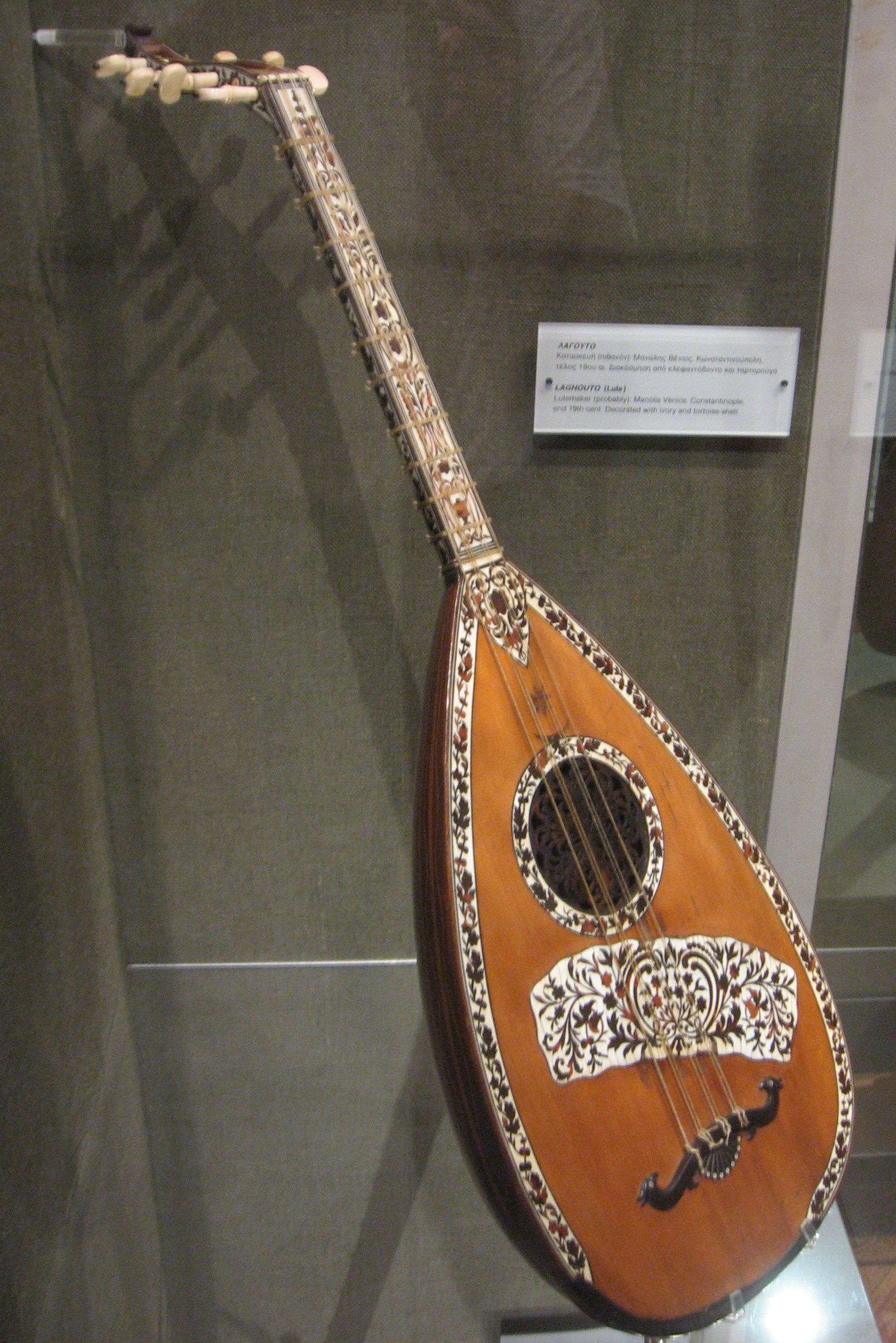
Лавта
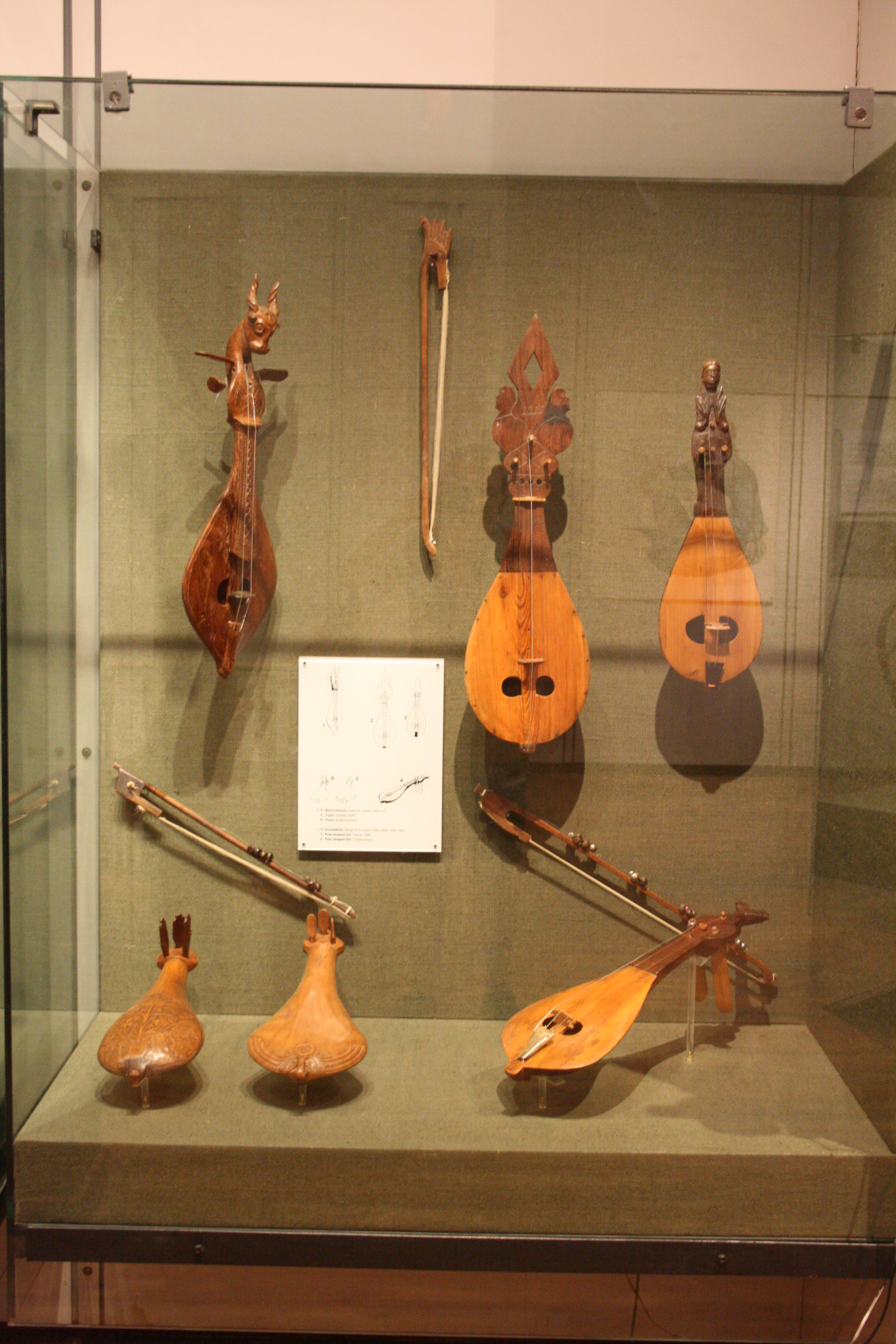
Ліри
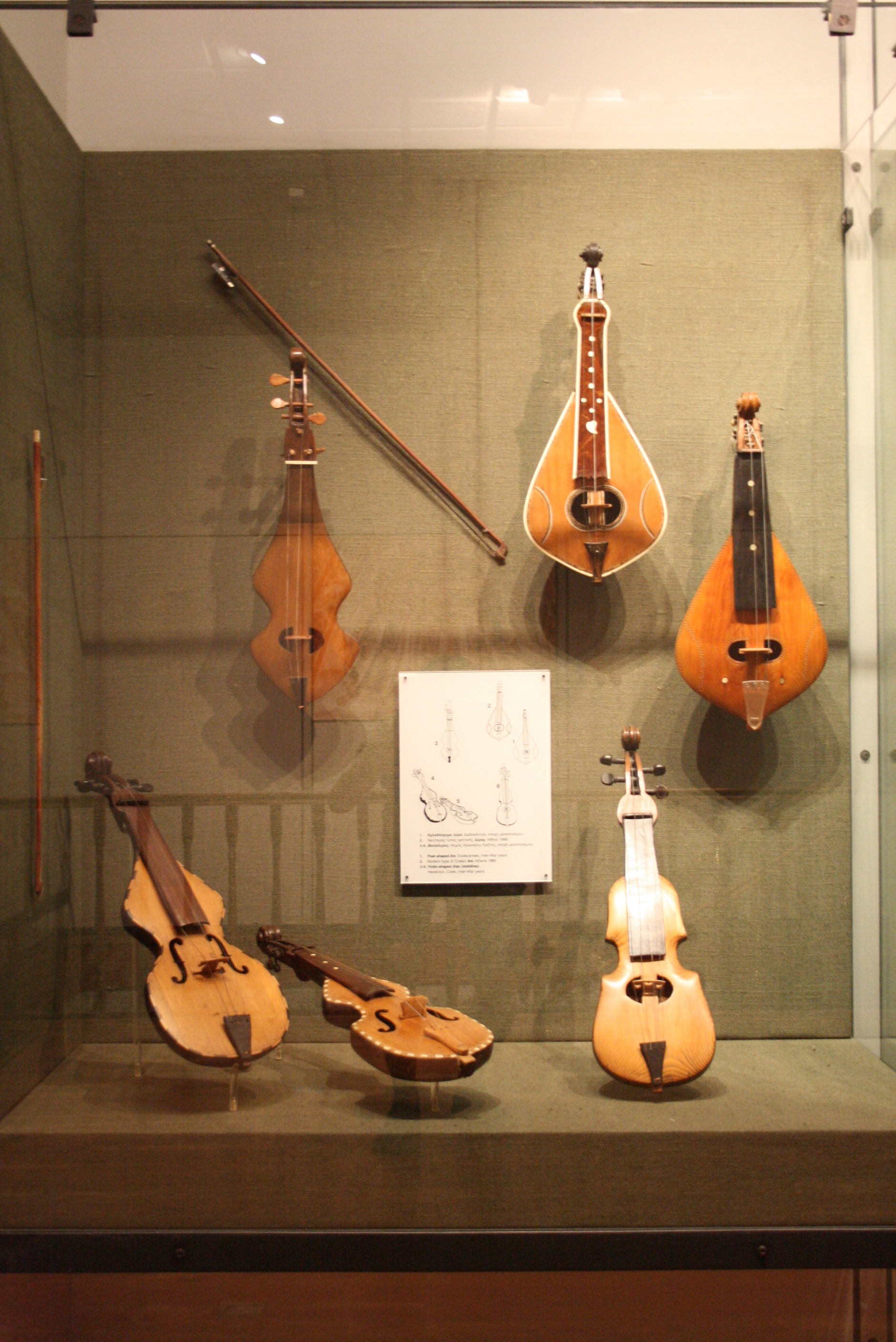
Критська ліра
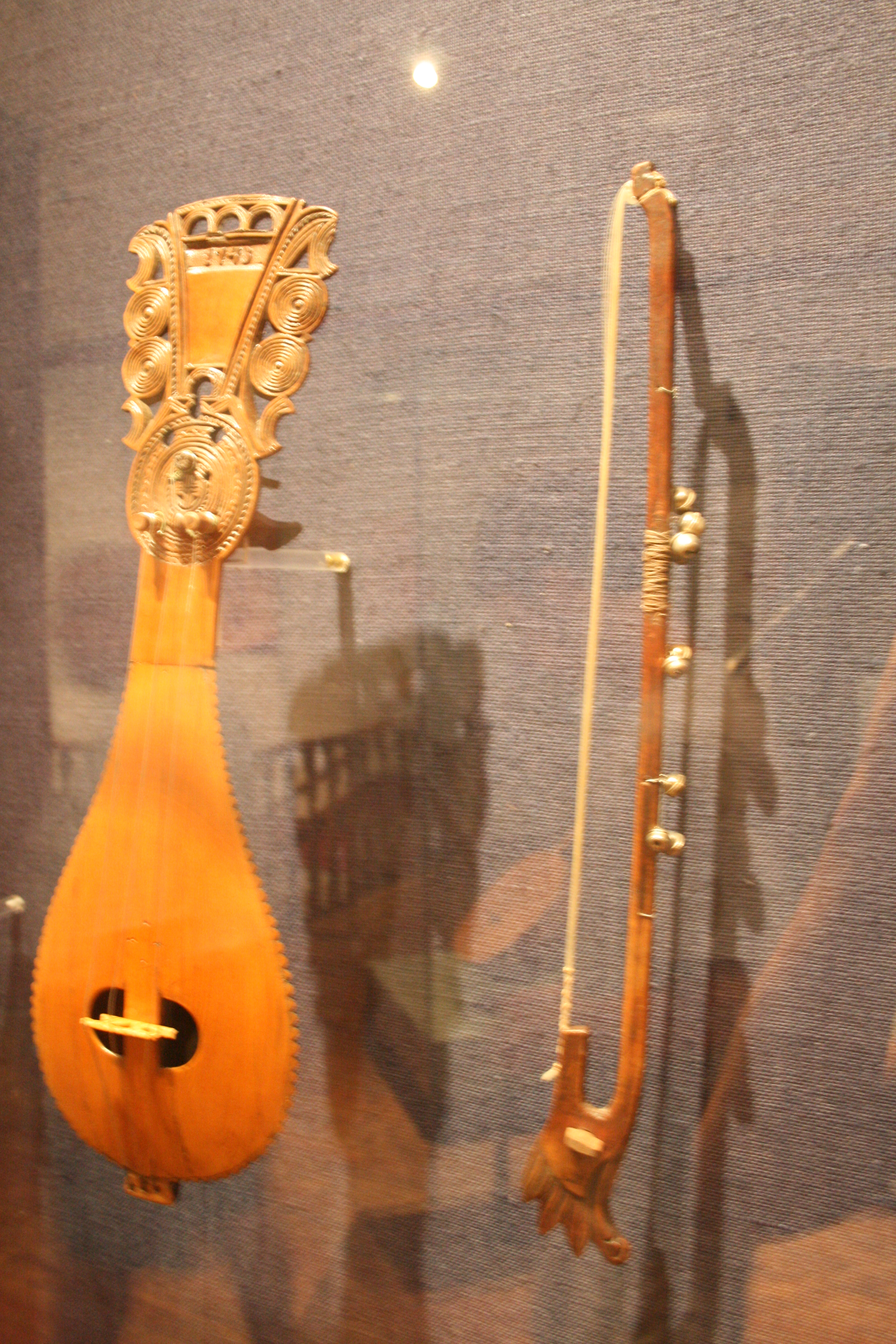
Критська ліра
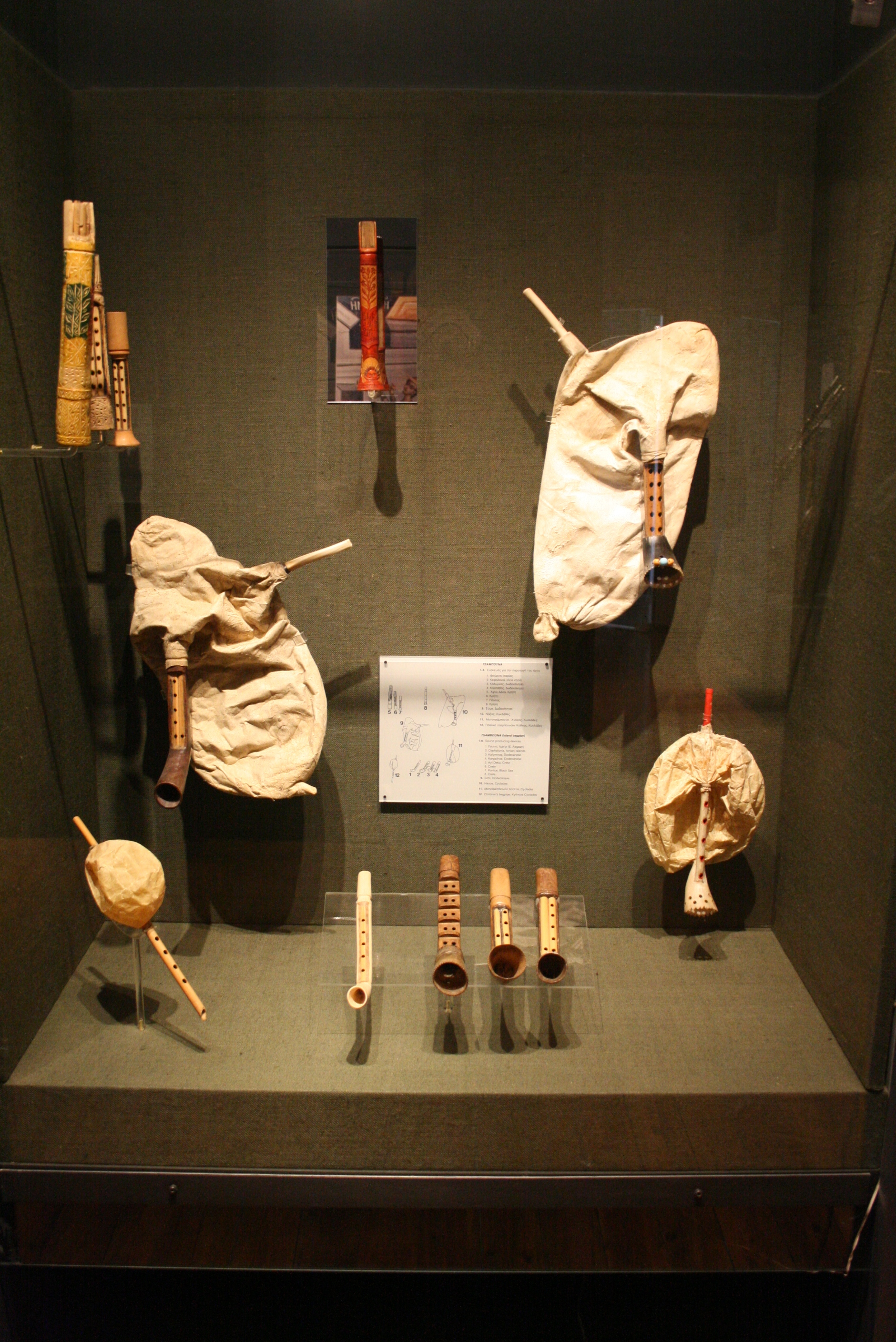
Цамбуна
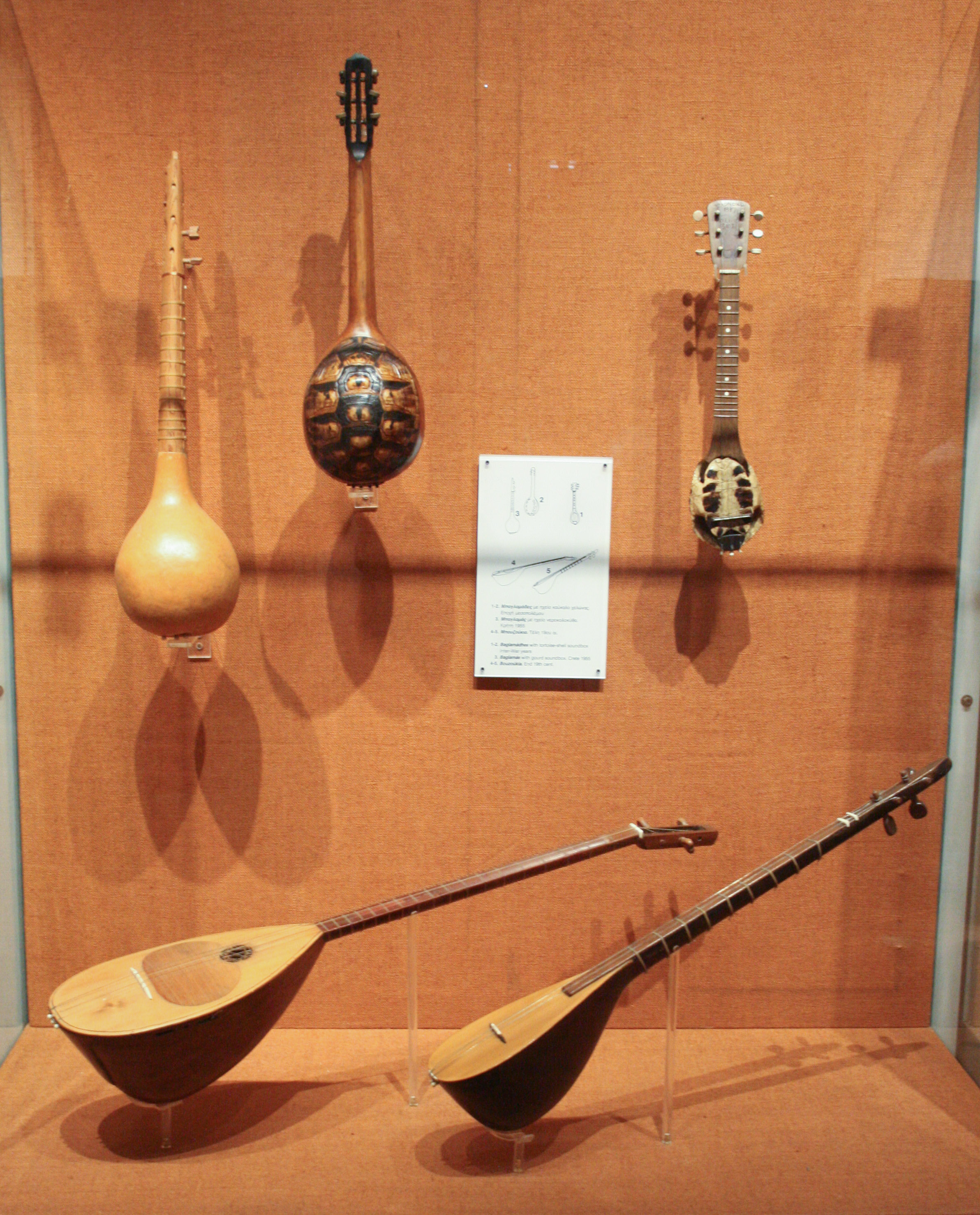
Бузукі
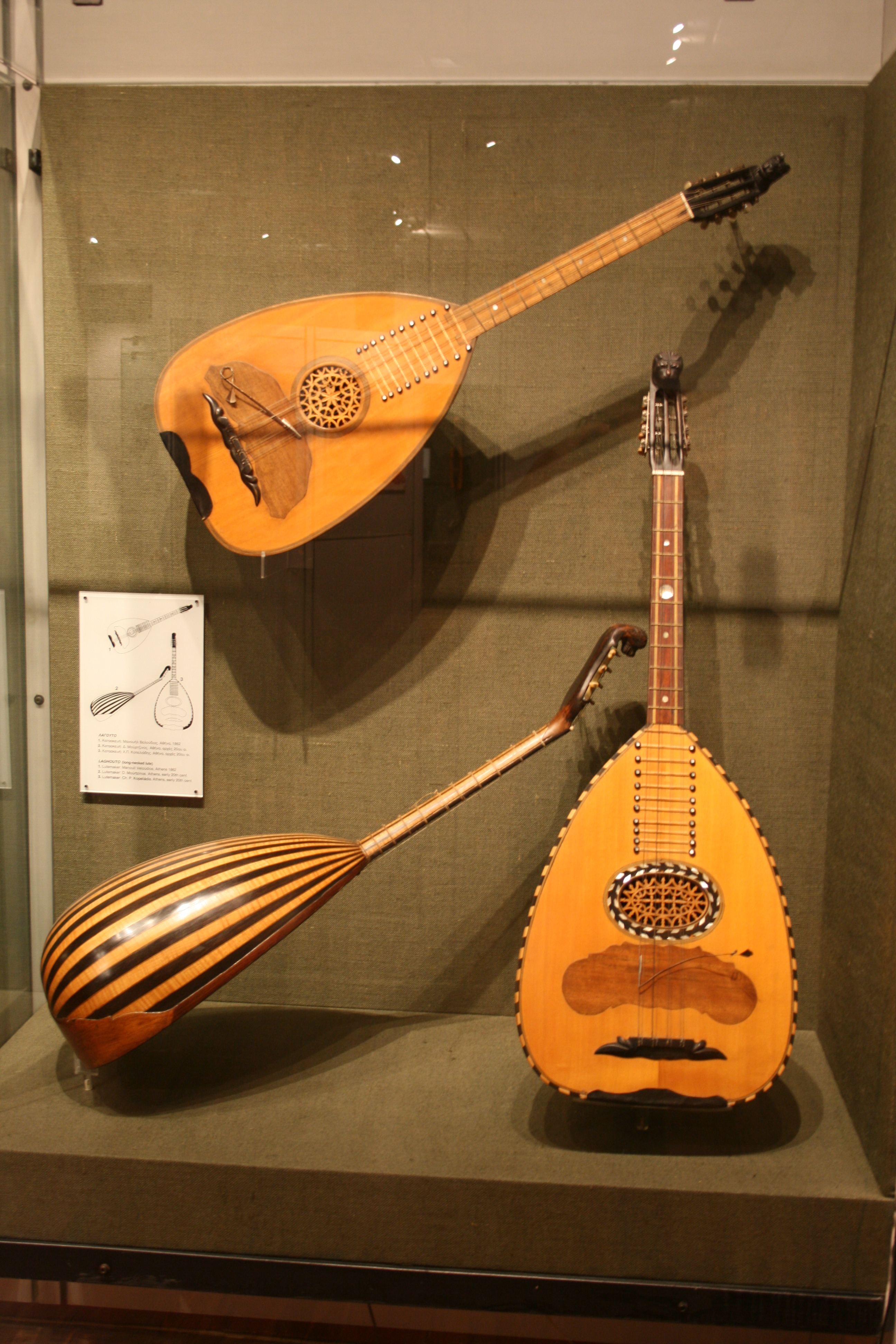
Лагхуто
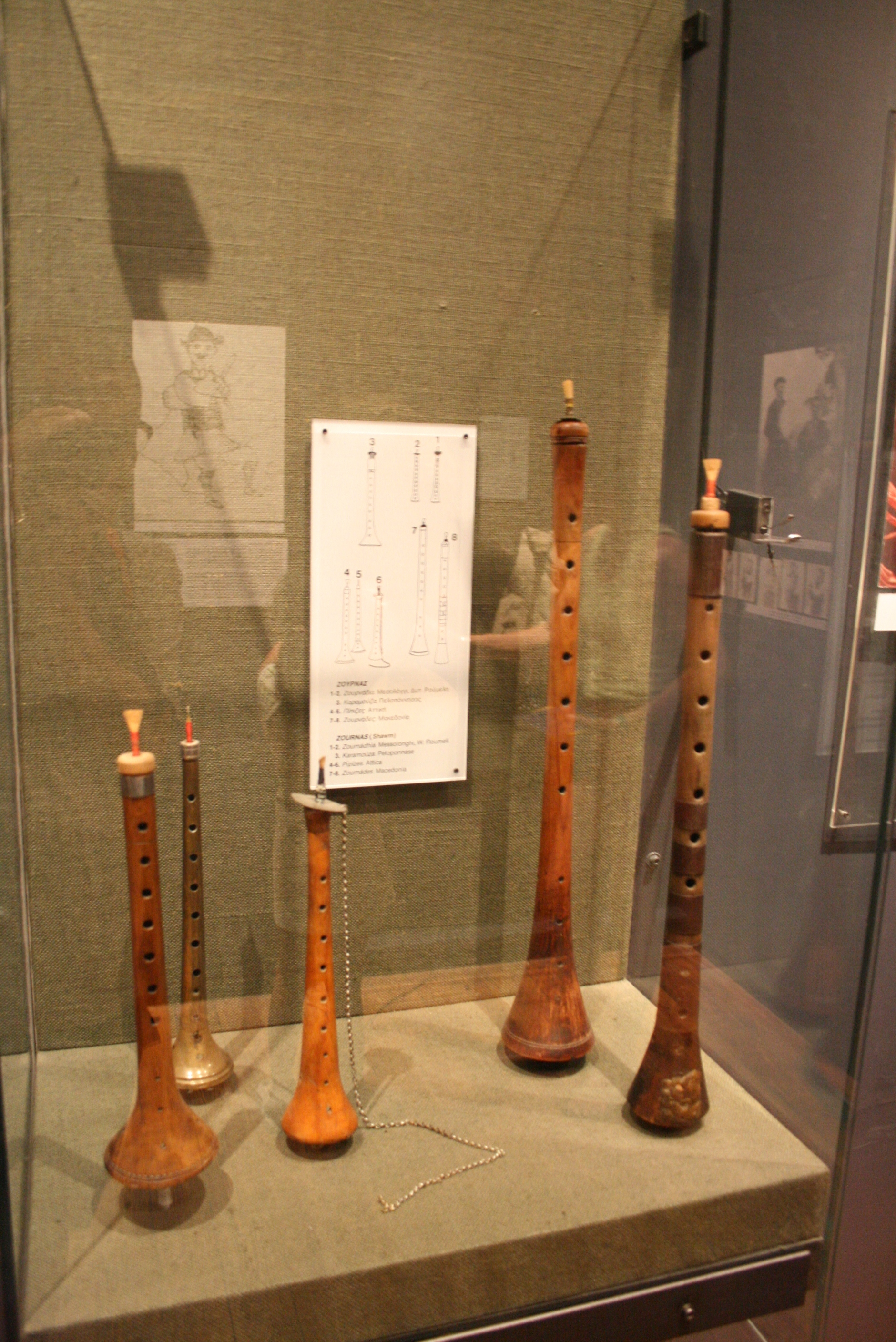
Зурна